# Wolfgang Flüshöh
Wolfgang Flüshöh (* 27. Juli 1950 in Löhne) ist ein ehemaliger deutscher Fußballspieler.
Er begann seine Karriere bei TuRa Löhne und absolvierte in den Jahren 1976 bis 1981 insgesamt 126 Spiele in der 2. Fußball-Bundesliga für den SC Herford und erzielte dabei 17 Tore. Später war er noch für den FC Gohfeld aktiv. Auch absolvierte er insgesamt 8 Spiele im DFB-Pokal.